# Kevin Muscat
Kevin Vincent Muscat (Crawley, 7 agosto 1973) è un allenatore di calcio ed ex calciatore australiano, di ruolo difensore, tecnico dello Shanghai Haigang.

## Caratteristiche tecniche
È un difensore centrale. Nel suo passato in Premier League era stato definito nel 2000 dall'allora attaccante del Birmingham City Martin Grainger "il calciatore più odiato" per via dei suoi interventi scomposti nei confronti di altri giocatori e persino di suoi compagni di nazionale.

## Carriera
Ha giocato per molti anni in Inghilterra (dal 1996 al 2005). Con la nazionale australiana ha esordito nel 1989 con l'Under-17, fino ad arrivare nel 1994 a giocare con i Socceroos collezionando 46 presenze e mettendo a segno 10 reti.
Il 18 luglio 2021 diventa allenatore della squadra giapponese Yokohama F•Marinos succedendo ad Ange Postecoglu, altro allenatore australiano, andato al Celtic.

## Statistiche

### Statistiche da allenatore
Statistiche aggiornate al 3 dicembre 2024. In grassetto le competizioni vinte.
| Stagione                  | Squadra                   | Campionato                | Campionato | Campionato | Campionato | Campionato | Coppe nazionali | Coppe nazionali | Coppe nazionali | Coppe nazionali | Coppe nazionali | Coppe continentali | Coppe continentali | Coppe continentali | Coppe continentali | Coppe continentali | Altre coppe | Altre coppe | Altre coppe | Altre coppe | Altre coppe | Totale | Totale | Totale | Totale | % Vittorie | Piazzamento |
| Stagione                  | Squadra                   | Comp                      | G          | V          | N          | P          | Comp            | G               | V               | N               | P               | Comp               | G                  | V                  | N                  | P                  | Comp        | G           | V           | N           | P           | G      | V      | N      | P      | %          | Piazzamento |
| ------------------------- | ------------------------- | ------------------------- | ---------- | ---------- | ---------- | ---------- | --------------- | --------------- | --------------- | --------------- | --------------- | ------------------ | ------------------ | ------------------ | ------------------ | ------------------ | ----------- | ----------- | ----------- | ----------- | ----------- | ------ | ------ | ------ | ------ | ---------- | ----------- |
| nov. 2013-2014            | Melbourne Victory         | AL                        | 24+2       | 10+1       | 6          | 8+1        | AC              | -               | -               | -               | -               | ACL                | 7                  | 3                  | 2                  | 2                  | -           | -           | -           | -           | -           | 33     | 14     | 8      | 11     | 42,42      | Sub, 4°     |
| 2014-2015                 | Melbourne Victory         | AL                        | 27+2       | 15+2       | 8          | 4          | AC              | 5               | 5               | 0               | 0               | -                  | -                  | -                  | -                  | -                  | -           | -           | -           | -           | -           | 34     | 22     | 8      | 4      | 64,71      | 1°          |
| 2015-2016                 | Melbourne Victory         | AL                        | 27+1       | 11         | 8          | 8+1        | AC              | 4               | 3               | 0               | 1               | ACL                | 8                  | 2                  | 4                  | 2                  | -           | -           | -           | -           | -           | 40     | 16     | 12     | 12     | 40,00      | 6°          |
| 2016-2017                 | Melbourne Victory         | AL                        | 27+2       | 15+1       | 4+1        | 8          | AC              | 2               | 1               | 0               | 1               | -                  | -                  | -                  | -                  | -                  | -           | -           | -           | -           | -           | 31     | 17     | 5      | 9      | 54,84      | 2°          |
| 2017-2018                 | Melbourne Victory         | AL                        | 27+3       | 12+3       | 5          | 10         | AC              | 2               | 1               | 0               | 1               | ACL                | 6                  | 2                  | 2                  | 2                  | -           | -           | -           | -           | -           | 38     | 18     | 7      | 13     | 47,37      | 4°          |
| 2018-2019                 | Melbourne Victory         | AL                        | 27+2       | 15+1       | 5          | 7+1        | AC              | 0               | 0               | 0               | 0               | ACL                | 6                  | 0                  | 1                  | 5                  | -           | -           | -           | -           | -           | 35     | 16     | 6      | 13     | 45,71      | 3°          |
| Totale Melbourne Victory  | Totale Melbourne Victory  | Totale Melbourne Victory  | 159+12     | 78+8       | 36+1       | 45+3       |                 | 13              | 10              | 0               | 3               |                    | 27                 | 7                  | 9                  | 11                 |             | -           | -           | -           | -           | 211    | 103    | 46     | 62     | 48,82      |             |
| ago.-dic. 2020            | Sint-Truiden              | PL                        | 14         | 2          | 5          | 7          | CB              | 0               | 0               | 0               | 0               | -                  | -                  | -                  | -                  | -                  | -           | -           | -           | -           | -           | 14     | 2      | 5      | 7      | 14,29      | Eson        |
| ago.-dic. 2021            | Yokohama Marinos          | J1                        | 18         | 10         | 3          | 5          | CI+CdL          | -               | -               | -               | -               | -                  | -                  | -                  | -                  | -                  | -           | -           | -           | -           | -           | 18     | 10     | 3      | 5      | 55,56      | Sub, 2°     |
| 2022                      | Yokohama Marinos          | J1                        | 34         | 20         | 8          | 6          | CI+CdL          | 2+2             | 1+0             | 0+0             | 1+2             | ACL                | 7                  | 4                  | 1                  | 2                  | -           | -           | -           | -           | -           | 45     | 25     | 9      | 11     | 55,56      | 1°          |
| 2023                      | Yokohama Marinos          | J1                        | 34         | 19         | 7          | 8          | CI+CdL          | 2+8             | 1+6             | 0+0             | 1+2             | ACL                | 2                  | 1                  | 0                  | 1                  | SG          | 1           | 1           | 0           | 0           | 47     | 28     | 7      | 12     | 59,57      | 2°          |
| Totale Yokohama F·Marinos | Totale Yokohama F·Marinos | Totale Yokohama F·Marinos | 86         | 49         | 18         | 19         |                 | 14              | 8               | 0               | 6               |                    | 9                  | 5                  | 1                  | 3                  |             | 1           | 1           | 0           | 0           | 110    | 63     | 19     | 28     | 57,27      |             |
| 2024                      | Shanghai Haigang          | CSL                       | 30         | 25         | 3          | 2          | CC              | 5               | 5               | 0               | 0               | ACL                | 6                  | 2                  | 2                  | 2                  | SC          | 1           | 0           | 0           | 1           | 42     | 32     | 5      | 5      | 76,19      | 1°          |
| Totale carriera           | Totale carriera           | Totale carriera           | 301        | 162        | 63         | 76         |                 | 32              | 23              | 0               | 9               |                    | 42                 | 14                 | 12                 | 16                 |             | 2           | 1           | 0           | 1           | 377    | 200    | 75     | 102    | 53,05      |             |

## Palmarès

### Giocatore

#### Club
- Campionato scozzese: 1

Rangers: 2002-2003
- Coppa di Scozia: 1

Rangers: 2002-2003
- Coppa di Lega scozzese: 1

Rangers: 2002-2003
- Campionato australiano: 2

Melbourne Victory: 2006-2007, 2008-2009

#### Nazionale
- Coppa d'Oceania: 2

2000, 2004

#### Individuale
- NSL Papasavas Medal (U-21): 1

1991-1992
- Melbourne Victory Victory Medal: 3

2005-2006, 2006-2007, 2008-2009

### Allenatore
- Campionato australiano: 2

Melbourne Victory: 2014-2015, 2017-2018
- FFA Cup: 1

Melbourne Victory: 2015
- Campionato giapponese: 1

Yokohama F·Marinos: 2022
- Supercoppa del Giappone: 1

Yokohama F·Marinos: 2023
- Campionato cinese: 1

Shanghai Haigang: 2024
- Coppa di Cina: 1

Shanghai Haigang: 2024